# Record Collection (álbum)
Record Collection es el tercer álbum de estudio del productor británico Mark Ronson.
El álbum fue lanzado bajo el nombre de Mark Ronson & The Business Intl el 27 de septiembre de 2010.

## Críticas
Ronson siempre ha sabido muy bien de quién debe rodearse en sus discos de estudio. Centrado sobre todo en la producción e instrumentación, vuelve a sorprender con colaboraciones de lujo: desde artistas actuales como MNDR, Kyle Falconer, Miguel De La Riva, Andrew Wyatt o Rose Elinor Dougall, hasta glorias musicales de la talla de Boy George o Simon Le Bon.
No debe de haber sido fácil mantener a raya semejante guerra de egos, pero tampoco debe haberlo sido para Mark Ronson colgar el traje, las corbatitas y el sombrero pork pie y teñirse y calzarse el chándal para la mayoría de sus temas. Porque sí, en su nueva etapa como Mark Ronson & the Business Intl., muchas de sus pistas vuelven a sonar a hip-hop, a música negra, a R&B y a Estados Unidos. En definitiva, suenan a ‘Here Comes The Fuzz’, el que fue su disco de debut. Obsesionado con el rap, y como para demostrar lo que se viene encima, los dos primeros singles de ‘Record Collection’ cuentan con Q-Tip y con Spank Rock a las voces y coros. Aunque Ronson tiene tanta mano que es capaz de dosificarlos en la medida justa, para luego poder ir virando hacia otros estilos.
Así los amantes del Ronson más clásico, verán satisfechas sus necesidades (si es que no han quitado el disco antes) a partir del corte número cuatro, ‘Somebody to Love Me’, una preciosa balada, que interpretan a dúo Boy George y Andrew Wyatt (cantante de la banda sueca Miike Snow) sin que uno eclipse con su egocentrismo la particular timidez del otro. Más adelante, el mismo Wyatt y Rose Ellinor Dougall se entregan a una ‘You Gave Me Nothing’.
El único pero que quizá se le puede poner a ‘Record Collection’ es el exceso de interludios (cuatro en total, y alguno de más de cuatro minutos de duración), y que pretenden hacer digna la transición entre el aire medio disco de ‘You Gave Me Nothing’ y la potencia vocal de ‘Introducing The Business’. Pero quizá, justo después, vienen a resultar demasiado reiterativos, lo que ensombrece un poco el álbum. Claro, que si todo este postre trae una guinda tan acertada como ‘The Night Last Night’, al fin y al cabo, demuestra que la cosa vale la pena.

## Lista de canciones
| N.º | Título                                                            | Escritor(es) | Duración |  |
| 1.  | «Bang Bang Bang» (con Q-Tip & MNDR)                               | Amanda Warner, Kamaal Fareed, Nick Hodgson, Mark Ronson , Alex Greenwald, Homer Steinweiss, Peter Wade Keusch             | 3:53     |  |
| 2.  | «Lose It (In the End)» (con Ghostface Killah & Alex Greenwald)    | Jonathan Pierce, Dennis Coles, Alex Greenwald, Nick Movshon, Mark Ronson                                                  | 2:25     |  |
| 3.  | «The Bike Song» (con Kyle Falconer & Spank Rock)                  | Dave McCabe, Naeem Juwan Hanks, Homer Steinweiss, Victor Axelrod, Thomas Brenneck, Mark Ronson                            | 4:25     |  |
| 4.  | «Somebody to Love Me» (con Boy George & Andrew Wyatt)             | Anthony Rossomando, Andrew Wyatt, Mark Ronson, Cathy Dennis, Alex Greenwald, Jason Sellards, Keinan Warsame, Nick Movshon | 4:58     |  |
| 5.  | «You Gave Me Nothing» (con Rose Elinor Dougall & Andrew Wyatt)    | Mark Ronson, Jonathan Pierce                                                                                              | 4:00     |  |
| 6.  | «The Colour of Crumar»                                            | Mark Ronson | 1:28     |  |
| 7.  | «Glass Mountain Trust» (con D'Angelo)                             | Michael Archer, Anthony Rossomando, Mark Ronson                                                                           | 3:46     |  |
| 8.  | «Circuit Breaker»                                                 | Mark Ronson, Alex Greenwald, Shimon Nolfo                                                                                 | 4:24     |  |
| 9.  | «Introducing the Business» (con Pill & London Gay Men's Chorus)   | Tyrone Rivers, Alex Greenwald, Mark Ronson, Victor Axelrod, Thomas Brenneck                                               | 3:42     |  |
| 10. | «Record Collection» (con Simon Le Bon & Wiley)                    | Nick Hodgson, Richard Kylea Cowie, Alex Greenwald, Mark Ronson                                                            | 3:49     |  |
| 11. | «Selector»                                                        | Mark Ronson & Alex Greenwald                                                                                              | 1:06     |  |
| 12. | «Hey Boy» (con Rose Elinor Dougall & Theophilus London)           | Kai Fish, Theophilus London III                                                                                           | 3:34     |  |
| 13. | «Missing Words»                                                   | Mark Ronson, Alex Greenwald, Nick Movshon                                                                                 | 1:29     |  |
| 14. | «The Night Last Night» (con Rose Elinor Dougall & Alex Greenwald) | Rose Elinor Dougall, Charles Waller, Alex Greenwald                                                                       | 4:24     |  |

## Posicionamiento en listas
| Chart (2010)                   | Mejor posición |
| ------------------------------ | -------------- |
| Australian Albums Chart        | 6              |
| Belgian Albums Chart (Flandes) | 61             |
| Dutch Albums Chart             | 67             |
| European Top 100 Albums        | 9              |
| Irish Albums Chart             | 16             |
| New Zealand Albums Chart       | 33             |
| Swiss Albums Chart             | 40             |
| UK Albums Chart                | 2              |
| UK Download Chart              | 1              |
| US Billboard 200               | 81             |